# Włodzimierz Lubański
Włodzimierz „Włodek” Leonard Lubański lengyel labdarúgó, a lengyel válogatott történetének gólrekordere.

## Sikerei, díjai
Lengyelország
- Olimpiai játékok
  - aranyérmes: 1972, München

 Górnik Zabrze
- Kupagyőztesek Európa-kupája (KEK)
  - döntős: 1969–70